# メアリー・アン・リー
メアリー・アン・リー（Mary Ann Lee、1824年7月 - 1899年1月25日）は、アメリカ合衆国のバレエダンサー・バレエ指導者である。アメリカ合衆国内で名声を得た初めての合衆国出身バレリーナであり、1846年にアメリカ合衆国内で初めて『ジゼル』（アドルフ・アダン作曲）のタイトルロールを踊ったことでも知られる
。健康上の理由で若くして現役を退いた後、1860年にフィラデルフィアに舞踊学校を開いた。

## 生涯
フィラデルフィアの生まれ。俳優の家系の出身で、父親は彼女が幼い時に死亡した。リーは母親を養うために早くから舞台に立ち、1832年頃に子役として演劇の舞台にデビューした。生地でポール・アザールという指導者についてバレエを学んだ。アザールはパリ・オペラ座でコール・ド・バレエとして舞台に立っていた人物で、彼の夫人もブリュッセルの王立劇場出身の踊り手であった。
リーと同じくアザールの指導を受けた踊り手の中に、オーガスタ・メイウッド（1825年 - 1876年11月3日）がいた。メイウッドはニューヨークの生まれで、やはり俳優の家系の出身であった。リーとメイウッドの2人は、1837年の暮れにフィラデルフィアのチェスナットストリート劇場でダニエル＝フランソワ＝エスプリ・オベールのオペラ・バレエ『カシミールの娘』（The Maid of Cashmere）でともにデビューした。『カシミールの娘』の原題（フランス語）は『神とバヤデール（Le Dieu et La Bayadere）』といい、ゲーテのバラードを原作にした作品であった。 
『カシミールの娘』の主役、ゾロエは舞踊の技術に優っていたメイウッドが踊り、リーはファティマという脇役を踊った。リーもメイウッドもそれぞれに魅力的な踊り手であり、2人が踊りを競う場面では、観客はリー派とメイウッド派に分かれて熱狂し、喝采や花束を贈ったと伝わる。2人の人気についての評判はニューヨークにも届いた。1838年、リーとメイウッドはともにニューヨークの劇場主から劇場への出演を要請されたが、このときはメイウッドのみがその誘いに応じた。
メイウッドの踊りはニューヨークでも好評を博し、3月にはフィラデルフィアに戻ってきて再びリーと共演した。このときの出し物はジャン・シュネゾフェール作曲、フィリッポ・タリオーニ振付のバレエ『ラ・シルフィード』に想を得た『山のシルフ』という作品で、メイウッドが主役のシルフ、リーは脇役の村娘フローラを踊った。メイウッドの養父は劇場主でプロデューサーであり、そのためリーよりも厚遇される状態であったので2人の仲は険悪なものになっていった。この状態は長く続かなかった。1838年のうちにメイウッドは一家でパリに移住し、2度とアメリカ合衆国で舞台に立つことはなかった。
リーはフィラデルフィアに残って、『カシミールの娘』や『ラ・シルフィード』などの主役を踊った。1839年には、ニューヨークのバワリー劇場でのデビューを果たし、『カシミールの娘』を踊った。舞台は好評を持って迎えられ、『カチュチャ』（当時の人気バレリーナ、ファニー・エルスラーの代表作として知られる）を踊ったときには、ときの合衆国大統領も鑑賞に訪れたという。
リーはニューヨークでジェームズ・シルヴァンに師事した。シルヴァンはファニー・エルスラーのパートナーを務めたダンサーで、リーに『カチュチャ』を始めとするエルスラーのソロレパートリー（『クラコヴィエンヌ』、『ボレロ』など）を教えた。ニューヨーク滞在中には、エルスラーと並ぶ人気バレリーナ、マリー・タリオーニの弟ポール夫妻の来演や、エルスラー自身の来演（1840年）などもあり、リーにとってはバレリーナとしての成長に大いに有意義なものとなった。
ニューヨークデビューの後は、小さなグループを結成して合衆国内を巡演し、1842年にはボストンで『ラ・シルフィード』（フィリッポ・タリオーニ版）のタイトルロールを自身の演出によって踊った。アメリカ合衆国内で随一のバレリーナとしての名声を得て、ニューヨークでの公演のほかに故郷のフィラデルフィアの舞台にも出演した。当時リーが踊った作品にはジャコモ・マイアベーアのオペラ『悪魔のロベール』（Robert le diable）のバレエシーン、オベールのオペラ『ポルティチの唖娘』などが含まれている。
1844年、リーはかねてからの念願だったパリ行きを果たした。パリではオペラ座バレエ学校へ通うことになり、ジャン・コラーリの指導を受けた。パリにはわずか10か月ほど滞在しただけで帰国することになったが、舞踊の技術は上達していたし、新たなレパートリーも習得していた。
帰国後すぐに、新たなレパートリーの1つ『ゲントの美しい娘』（La Jolie Fille de Gand、アドルフ・アダン作曲）を上演した。相手役はアメリカ合衆国で最初のダンスール・ノーブルと評価されるジョージ・ワシントン・スミス（1820年 - 1899年）で、リーと同じくアザールのもとでバレエを習い、後にファニー・エルスラーの一座に加入してダンサーとして出演した人物であった。1846年の1月1日には、ボストンの劇場で『ジゼル』のタイトルロールを踊った。このときの相手役アルブレヒトは、やはりスミスが踊った。同年4月にはニューヨークでも『ジゼル』を上演し、評判は上々でボストンでも再演している。
アメリカ合衆国へのバレエ普及に功績を上げたリーは健康を害し、1847年6月に20代前半で引退することになった。最後の舞台は生地フィラデルフィアで、プログラムには出世作『カシミールの娘』も入っていた。リーは1847年11月11日にウィリアム・ヴァン・フックというフィラデルフィアの商人と結婚し、3人の子の母となった。引退後もときおり舞台に立ち、1860年には生地に学校を舞踊学校を開いた。リーは1899年に生地で死去し、ローレル・ヒル墓地に埋葬された。